# Огненные ночи
«Огненные ночи» — французский фильм 1937 года режиссёра Марсель Л’Эрбье по его же сценарию.
Фильм был заявлен как экранизация рассказа «Живой труп» Льва Толстого, но это очень вольная «адаптация», не имеющая ничего общего с рассказом — по замечанию критика Анри Жансона: «Толстого здесь как мяса в колбасе» (фр. «Tolstoï est réduit à l'état de chair à saucisse»).

## Сюжет
Российская Империя, Петербург, 1904 год. Прокурор Фёдор Андреев выступает на суде с обвинительной речью — и к ссылке в Сибирь приговаривают преступника — мужа, убившего из ревности жену. Андреев убеждённо говорит, что измена жены не оправдание убийству, раз она его не любит — он сам должен был бы исчезнуть из жизни жены.
Но вот аналогичная ситуация складывается и в доме прокурора — от своего заместителя Бодинина он узнаёт, что его жена Лиза проявляет симпатию к молодому адвокату Сергею Ростову. Между ними ничего не было, и это лишь месть Бодинина Лизе, которую он безуспешно пытался соблазнить. После беседы с женой, узнав, что она его не любит, Андреев исчезает, оставив записку, что уходит.
На следующий день на берегу Невы находят изуродованное тело. Бодинин, назначенный на должность Андреева, которую он давно желал — теперь он прокурор, не спешит закрыть дело о пропаже Андреева и обвиняет Лизу и Сергея в его убийстве. Дело можно бы прекратить, если Лиза ответит на ухаживания Бодинина, но Лиза отвергает его. Лизу и Сергея приговаривают к каторге.
Но вдруг объявляется Андреев — оказывается, он, покинув жену, записался в армию, чтобы отправиться на Русско-Японскую войну. Месть Андреева завистнику Бодинину подаётся холодной… его появление оправдывает Лизу и Сергея, а несправедливо обвинившего людей Бодинина разжалуют. Андреев, видя любовь Лизы и Сергея, уезжает на фронт — искать смерти в бою.

## В ролях
- Виктор Францен — Фёдор Андреев, прокурор
- Габи Морле — Лиза Андреева, его жена
- Жорж Риго — Сергей Ростов, адвокат
- Жан Тулу — Балычов, адвокат
- Гэбриел Синьоре — Бодинин
- Мадлен Робинсон — Маша
- Мия Славенска — балерина
- Жан Маре — эпизод
- Шарлотта Лизес — эпизод

## Критика
Критик Анри Жансона, заметив, что сценарий — это ни в коей мере не адаптация Толстого, отметил, что хороши диалоги, написанные Жаном Сарментом, похвалил игру актёров — Виктора Францена и Гэбриеля Синьоре, отдельно подчеркнул, что актриса Габи Морле в своей роли очень хороша («bien de la grâce»).